# Canal d'Ellesmere

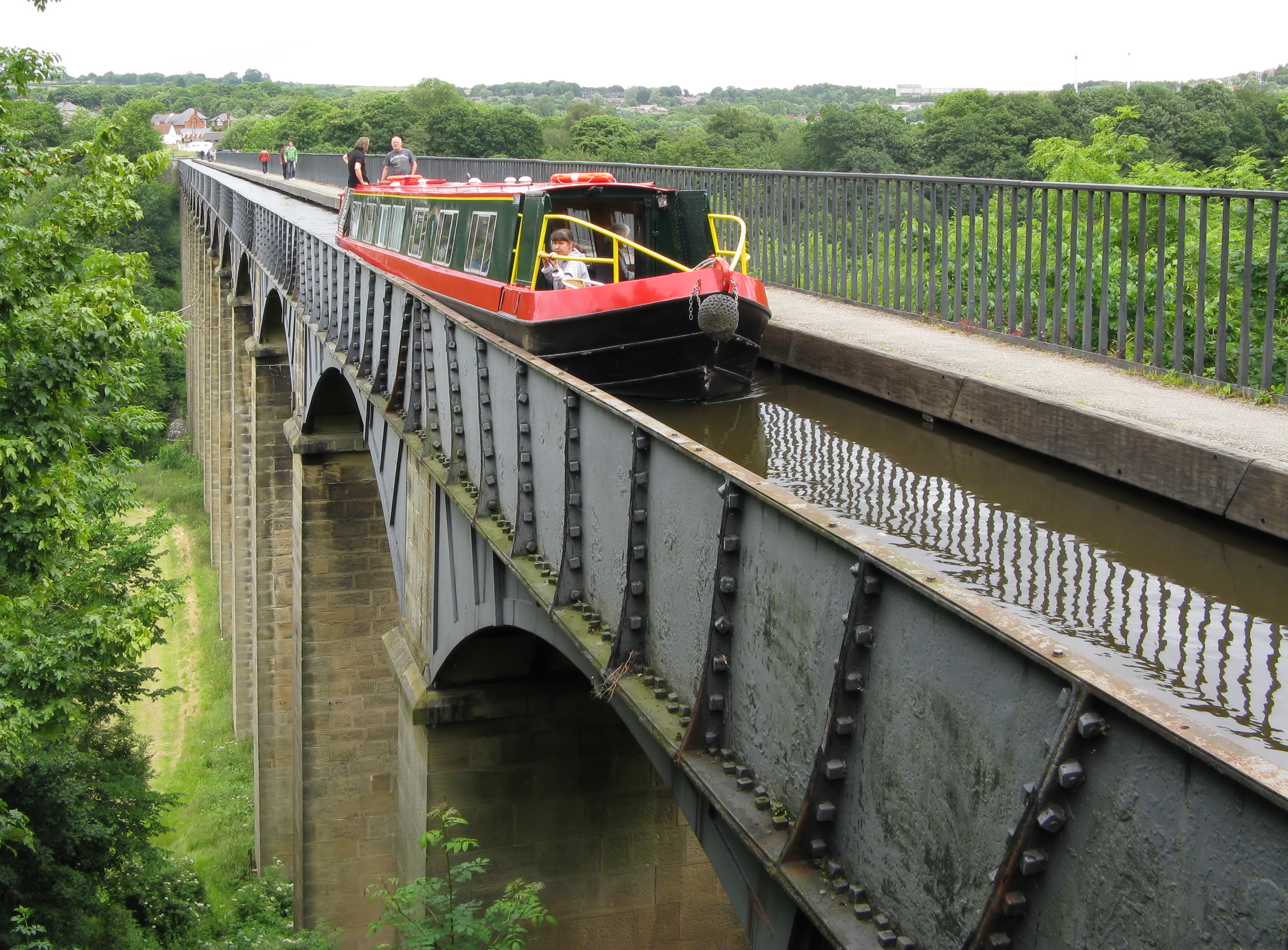
L'aqüeducte de Pontcysyllte, obert al trànsit en el canal d'Ellesmere l'any 1805.

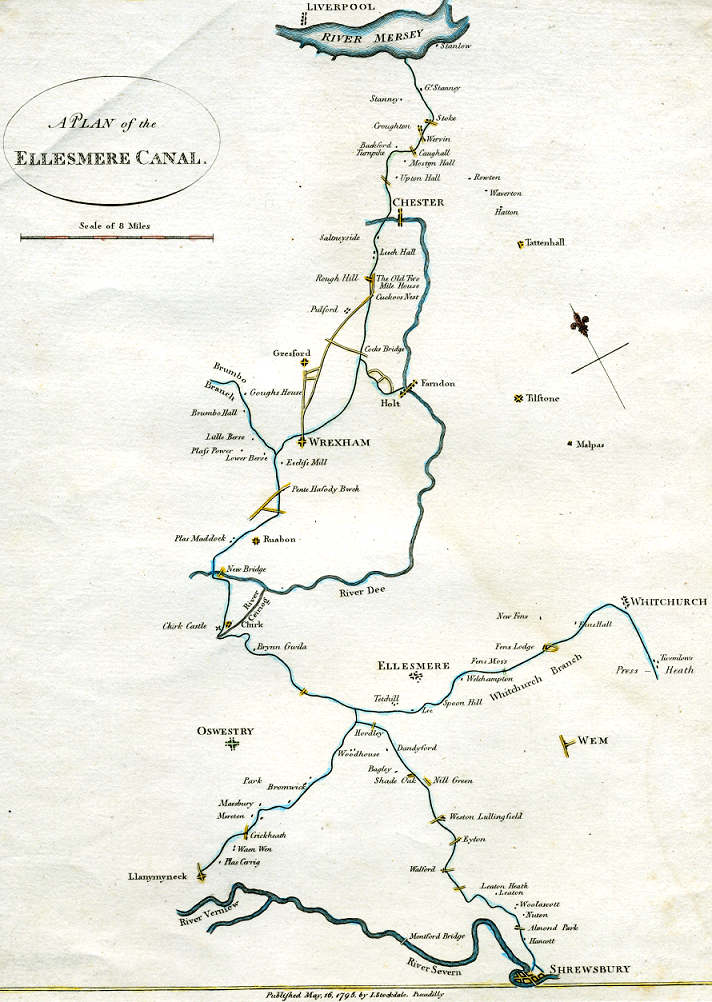
Mapa de la ruta proposta originalment pel canal d'Ellesmere, publicació 1795.

El canal d'Ellesmere era una via d'aigua a Anglaterra i Gal·les que va ser planejada per al trànsit d'embarcacions entre els rius Mersey i Severn. La proposta crearia un enllaç entre el port de Liverpool i les indústries mineres del nord-est de Gal·les i els centres manufacturers del West Midlands. Tanmateix, el canal mai va ser completat tal com s'havia planificat a causa del creixement dels costos i al fracàs en generar el trànsit comercial esperat.
El canal d'Ellesmere, que va ser proposat inicialment el 1791, hauria creat una via d'aigua entre Netherpool i Shrewsbury. Tanmateix, només alguns trams van ser completats; aquests van ser finalment incorporats al Canal de Chester, al canal de Montgomery i al Shropshire Union Canal. Tot i que es van assolir grans fites de l'enginyeria civil, el gruix de les obres es van aturar després de la finalització de l'aqueducte de Pontcysyllte el 1805. L'extrem nord de la línia principal navegable va acabar a 25 quilòmetres de Chester, a Trevor Basin (prop de Ruabon) i el seu extrem sud era a Weston Lullingfields (aproximadament a 15 quilòmetres de Shrewsbury).
Com a part del canvi d'imatge de les vies d'aigua industrials de la Gran Bretanya com a destinacions de lleure, la secció central supervivent ara s'anomena canal de Llangollen; encara que històricament els seus constructors no van tenir cap intenció d'enviar trànsit d'embarcacions fins a Llangollen. La branca, d'on la via agafa ara el seu nom, era principalment una via d'alimentació d'aigua del riu Dee per sobre del poble de Llangollen. Per això no va ser construït com a via ampla per navegació, d'aquí ve el seu disseny estret.
En la planificació inicial de la ruta hi va treballar l'enginyer de canals John Duncombe. També va ser consultat l'enginyer civil William Jessop, que més tard seria nomenat enginyer del projecte i comptaria amb la col·laboració de Thomas Telford, també enginyer.